# Nobuyoshi Tamura
Nobuyoshi Tamura (田村信喜; Osaka 2. ožujka 1933. – Trets, 9. srpnja 2010.), japanski majstor borilačkih vještina. Izravni je učenik Moriheija Ueshibe. Nositelj je 8. Dana u aikidu.

## Životopis
Nobuyoshi Tamura je rođen u Osaki 1933. godine. Bio je sin instruktora kenda. Tamura je ušao u Hombu dojo 1953. godine  kao uchi-deshi osnivača aikida Moriheija Ueshibe. Bio je jedan od omiljenih učenika Ueshibe i od 1964. godine uveliko je pridonio razvoju aikida u Europi, a posebno u Francuskoj. Bio je Nacionalni tehnički ravnatelj Francuske federacije aikida i budoa (Fédération Française d'Aïkido et de Budo). Imao je 8. dan u aikidu, te nosio naslov shihana. Tijekom svoje nastavne karijere obučavao je mnoge druge instruktore u raznim zemljama diljem svijeta, ali prije svega zapadne Europe. Godine 1999. primio je medalju Chevalier de l'ordre National du Mérite od Vlade Republike Francuske. Tamura je također objavio nekoliko knjiga o aikidu na francuskom jeziku. Njegov dojo, Shumeikan Dojo, nalazi se u selu Bras, u Francuskoj. 
Umro je 9. srpnja 2010. godine u francuskom mjestu Trets. 

## Objavljeni radovi
- National Aikido method (print), 1975;
- Aikido, 1986;
- Aikido - Etikette und Weitergabe,
- Aikido - Etiquette et transmission. Manuel a l'usage des professeurs. 1991;

## Vanjske povezice
- Nobuyoshi Tamura  Arhivirana inačica izvorne stranice od 9. studenoga 2019. (Wayback Machine)